# Microdon procteri
Microdon procteri är en tvåvingeart som beskrevs av Charles Howard Curran 1941. Microdon procteri ingår i släktet myrblomflugor, och familjen blomflugor. Inga underarter finns listade i Catalogue of Life.